# Jean-Paul Gunsett
Jean-Paul Gunsett, né à Masevaux le 18 juin 1925 et mort le 21 décembre 2017 à Strasbourg, est un poète et écrivain alsacien bilingue. Homme de radio et de télévision, il est l'auteur de pièces radiophoniques et de films documentaires et enseigna l'histoire des médias au Centre universitaire d'enseignement du journalisme (CUEJ) de Strasbourg.
En 1998 il joue dans Max, un court métrage d'Élisabeth Clauss.
Il est membre du jury du Prix du patrimoine Nathan Katz depuis 2006.

## Sélection d'œuvres
Sauf indication contraire, il s'agit de pièces radiophoniques écrites pour Radio Strasbourg.
- 1953 : D'Luschtige Kilwemüsikante uff'ere owerlander Dorfkilwe
- 1953 : Glueck unn Heimet (adaptation du texte de Georges Herold)
- 1953 : Guet vun Hie, 2, panorama alsacien (en collaboration avec Martin Allheilig, Charles Falck et André Weckmann)
- 1954 : Vorschuss uf Mord (adaptation du texte de Francis Lieber)
- 1954 : Il est minuit Dr Schweizer (adaptation du texte de Gilbert Cesbron)
- 1955 : E Owe mit em robertsauer Mandolineverein Venetia
- 1959 : In Fraid un Leid (adaptation du texte de Francis Lieber)
- 1964 : Bon anniversaire, Herr Dokter : e Sendung zuem 89. Geburtsdaa vum Dr Albert Schweitzer (en collaboration avec Jean-Paul Guinand)
- 1964 : Mir han's iwwerstande
- 1964 : Saint Nicolas Gescht... Saint-Nicolas Hitt (musique de Mario Hirlé)
- 1965 : Vor 90 Johr...Albert Schweitzer (en collaboration avec Jean Guinand)
- 1965 : In jedem Narr syni Kapp
- 1965 : Maigleckle (musique de Mario Hirlé)
- 1970 : Ce soir à Sessenheim : 's Sessenheimer Idyll (en collaboration avec Mélie Schmitt)
- 1987 : Magic Parade, opéra-fable en 1 acte pour récitants, chœurs d'enfants, groupe chorégraphique et ensemble instrumental : partition chœur et piano (en collaboration avec Irène Gunsett et Jean-Paul Baumgartner)
- 1990 : Strasbourg = Strassburg = Straatsburg = Estrasburgo
- 2005 : Dü miner Boim (Toi mon arbre), textes poétiques dans les trois expressions linguistiques de la Province d'Alsace avec version française quand écrits en langue alsacienne ou allemande